# Thirteen - 13 anni
Thirteen - 13 anni (Thirteen) è un film teen drama americano del 2003 diretto da Catherine Hardwicke, scritto dalla Hardwicke e Nikki Reed, e interpretato da Evan Rachel Wood, Holly Hunter e dalla Reed stessa. È liberamente ispirato da vicende personali giovanili di quest'ultima.
La trama del film segue Tracy, una studentessa di scuola media di Los Angeles che inizia a dilettarsi in abuso di sostanze, sesso e crimine dopo essere diventata amica di una compagna di classe problematica. Nel film sono anche presenti, seppur in ruoli secondari, Brady Corbet, Deborah Kara Unger, Kip Pardue e Vanessa Hudgens (quest'ultima al suo debutto assoluto come attrice).
La sceneggiatura di Thirteen - 13 anni è stata scritta in un periodo di sei giorni dalla Hardwicke e dall'allora quattordicenne Reed; La Hardwicke, ex scenografa, ha raccolto autonomamente fondi per la produzione. Le riprese si sono svolte a Los Angeles nel 2002, in gran parte girate con riprese a mano.
Al debutto del film al Sundance Film Festival nel gennaio del 2003, la Hardwicke ha vinto un Sundance per la Regia. La Fox Searchlight Pictures ha successivamente acquisito Thirteen - 13 anni per la distribuzione, dando al film un'uscita limitata negli Stati Uniti d'America a partire dal 20 agosto, 2003; l'uscita si espanse fino al settembre, del 2003, e il film fece un totale di 4,6 milioni di dollari al botteghino negli Stati Uniti.
Sebbene il film abbia ricevuto numerose recensioni favorevoli dalla critica, Thirteen - 13 anni ha generato alcune controversie per la sua descrizione del consumo di droghe da parte dei giovani (inclusi inalanti, marijuana, LSD ed alcol), comportamento sessuale minorile e autolesionismo. Il film è valso a Holly Hunter una candidatura agli Oscar come Oscar alla migliore attrice non protagonista, ma anche come migliore attrice non protagonista e migliore attrice in un dramma ai Golden Globe rispettivamente alla Hunter e alla Wood.

## Trama
Tracy Louise Freeland, 13 anni, inizia il suo anno scolastico da studentessa modello, in una scuola media di Los Angeles. Sua madre, Melanie (Mel) è un'alcolista in via di guarigione, che fatica a sostenere Tracy e suo fratello maggiore Mason lavorando come parrucchiera a domicilio, dopo aver divorziato. Tracy si sente ignorata da sua madre, che è troppo impegnata con il suo compagno ex tossicodipendente Brady per affrontare la crescente depressione di Tracy. Dopo essere stata presa in giro per i suoi vestiti, Tracy decide di abbandonare la sua immagine di "ragazzina normale" e convince sua madre ad acquistare vestiti di tendenza, soprattutto per conquistare l'amicizia di Evie, la ragazza più popolare della scuola. Tracy dunque comincia a vestirsi e ad atteggiarsi come Evie, arrivando perfino a compiere piccoli furti per poter essere accolta e integrata. Quando Tracy diventa amica di Evie, le due ragazze cominciano a passare molto tempo insieme. Evie è una ragazza problematica, che commette frequentemente furti, spaccia e va a letto con chiunque le capiti. Questo non fa allontanare Tracy, anzi, la ragazza vuole a tutti i costi essere come Evie, cominciando ad avere una quasi ossessione per quest’ultima, arrivando ad un'amicizia morbosa.
Tracy lentamente comincia ad essere come Evie, si fa i piercing uguali a lei, fuma spinelli, beve, ruba e smette di studiare.
Quest’ultima per poter rimanere da Tracy dice a Melanie che Brooke, sua cugina e tutrice, è fuori città per due settimane, e Melanie accetta di accoglierla a casa sua con Tracy. Durante il soggiorno, Evie scopre che Tracy commette atti di autolesionismo regolarmente per far fronte allo stress. Sebbene Melanie sia preoccupata per il cambiamento del comportamento di Tracy e per l'influenza negativa di Evie, non riesce a trovare un modo per intervenire. Melanie tenta di mandare Evie a casa, ma con riluttanza la lascia rimanere dopo che Evie afferma che il fidanzato di Brooke è violento e racconta a Mel le sue storie passate (probabilmente inventate), fatte di violenza e abusi. Tracy oltre che a comportarsi come Evie, comincia a peggiorare caratterialmente, non studiando più e trattando male sua madre e suo fratello, quest’ultimo accortosi del cambiamento drastico e preoccupante della sorella. Mel comincia a preoccuparsi seriamente e si rivolge al suo ex marito, che da sempre è stato distaccato e disinteressato ai suoi figli.
Mel decide di andare dalla cugina, nonché tutrice di Evie, Brooke, per poter finalmente allontanare le due ragazze. Scopre che Brooke si stava nascondendo a causa di un intervento di chirurgia plastica andato male. Evie chiede in modo compassionevole a Melanie di adottarla formalmente, ma Melanie rifiuta, con Tracy che sostiene docilmente sua madre.
Evie non la prende bene, e con un pianto voluto e inscenato per far sentire in colpa Tracy, il giorno dopo non le rivolge più la parola, disinteressata dell'accaduto e mettendo volutamente i suoi amici contro Tracy. Quest'ultima, seppur ormai separata da Evie, non è più la ragazzina timida di prima, è diventata popolare a scuola, ma continua ad essere scontrosa e più  depressa di prima, soprattutto perché non è più amica di Evie e rischia anche di essere bocciata a scuola.
Qualche giorno dopo Tracy si ritrova a casa sua Evie e Brooke, con Mel in lacrime. Evie, pur di non assumersi la responsabilità di tutto quello che è successo, accusa Tracy di averla condotta sulla cattiva strada.
Tracy capisce che Evie sta mentendo per farla franca, e si accanisce verbalmente contro sua madre, incolpandola per non essere stata mai presente e che non sia riuscita a darle la vita che avrebbe voluto.
Brooke scettica incolpa ulteriormente Tracy, per aver picchiato Evie, quando in realtà si erano picchiate a vicenda sotto l'effetto del gas per aerosol, inalato da entrambe. Dopo una lite furiosa, Mel caccia via Evie e Brooke, dopo che quest’ultima mostra a Mel il braccio di Tracy contro la sua volontà, per farle vedere le cicatrici ivi presenti.
Tracy disperata si accascia a terra con sua madre che l'abbraccia colma di dolore, dicendole che col tempo tutto passerà. Il giorno seguente la ragazza si risveglia in camera sua con sua madre accanto, pronta a ricominciare una nuova vita.

## Produzione

### Sviluppo
La regista Catherine Hardwicke, che in precedenza aveva lavorato come scenografa cinematografica, ha definito Nikki Reed una "figlia surrogata", avendola conosciuta sin da quando aveva cinque anni. Hardwicke ha avuto anche una relazione a lungo termine con il padre di Reed per un certo periodo. Le due hanno avviato la stesura della sceneggiatura come progetto comico, concepito per essere girato con costi minimi. La sceneggiatura è stata scritta in un periodo di sei giorni, nel gennaio 2002, e si è rapidamente trasformata in una narrazione che esplora l'angoscia adolescenziale precoce e l'autodistruzione a Los Angeles, con il personaggio di Tracy ispirato dalle esperienze recenti vissute da Reed durante la sua prima adolescenza. Reed ha dichiarato di essere stata particolarmente ispirata dal vedere i suoi amici arrestate per lo spaccio di metanfetamine quando aveva tredici anni.
Successivamente, nel 2012, Reed ha confessato di rimpiangere il modo in cui aveva ritratto la sua famiglia nel film autobiografico, affermando:
"Ho scritto questo film su di loro, sui loro difetti e imperfezioni, e su com'era crescere. È stato raccontato dal punto di vista di un solo ragazzo e non in modo equilibrato. Con il passare degli anni, ti chiedi: come ho potuto rappresentare mio padre come un individuo completamente vuoto e sconsiderato?"
Dopo aver completato la sceneggiatura, Hardwicke ha presentato l'idea a vari produttori con cui aveva rapporti, ma ha raccontato che la maggior parte di loro era "terrorizzata" dal progetto a causa del contenuto trattato. Come ha spiegato Hardwicke:
"Tutti i personaggi sono donne, il film avrebbe ricevuto una classificazione R ed il tema centrale era quello di un'adolescente. Nessuno studio vedeva questi elementi come sufficienti per approvare il progetto."

### Casting
Hardwicke non riteneva opportuno che Reed interpretasse Tracy, quindi fece audizioni per centinaia di ragazze per il ruolo. Dopo aver conosciuto Evan Rachel Wood, Hardwicke arrivò alla convinzione che il film potesse essere realizzato solo con Wood nel ruolo di Tracy e solo in quell'anno, con Wood all'età richiesta.
Hardwicke ha dichiarato che l'accordo di Holly Hunter per interpretare il ruolo di Melanie, la madre di Tracy, fu un elemento chiave per mettere insieme la produzione; si incontrò con Hunter a New York per discutere del film e, successivamente, Hunter accettò il ruolo. Hunter ricordò:
"Ho letto il copione ed è stata un'esperienza molto viscerale. È estremamente crudo, non era un quadro definito. Sembrava più un sentimento che qualunque altra cosa, ed è insolito che un copione comunichi in questo modo. In un certo senso si dichiara da solo, ti colpisce direttamente. E anche il film lo fa. È insolito che un film abbia lo stesso impeto sullo schermo che ha sulla pagina."
Brie Larson, che aveva lei stessa 13 anni al momento dell'uscita del film, fece audizioni per uno dei ruoli nel film, ma fu scartata.
Successivamente, Hardwicke riuscì a raccogliere circa 2 milioni di dollari, quasi interamente attraverso finanziamenti di capitale indipendente. La maggior parte degli attori adulti era molto conosciuta e tutti, a quanto si dice, accettarono stipendi bassi perché apprezzavano il copione, così come gli altri membri del cast e della troupe. Wood e Reed avevano entrambe 14 anni durante le riprese (Wood compì 15 anni durante le riprese).

### Riprese
Thirteen è stato girato su pellicola super 16mm a basso costo in un periodo di 24 giorni tra luglio 2002 e settembre 2002. La cinepresa era piccola, dotata di un obiettivo Panavision ed era prevalentemente tenuta a mano dal direttore della fotografia Elliot Davis, il che ha contribuito a ottenere uno stile documentaristico, "cinéma vérité". Le riprese principali si sono svolte on location a Los Angeles, con Melrose Avenue, Hollywood Boulevard e Venice Beach che sono servite da location per le riprese. Le scene ambientate nella casa dei Freeland sono state girate in una casa in affitto nella San Fernando Valley, mentre le scene esterne scolastiche sono state girate al Portola Middle School di Tarzana, California.

## Distribuzione
Thirteen è stato acquisito da Fox Searchlight Pictures dopo il completamento della produzione, mentre i diritti per il Regno Unito erano in mano a Working Title Films, con la società madre di Working Title, Universal Pictures, che ha distribuito il film nel Regno Unito e in Irlanda attraverso United International Pictures. Il film ha debuttato al Sundance Film Festival il 17 gennaio 2003. Negli Stati Uniti, è stato distribuito in maniera limitata a New York City il 20 agosto 2003, seguito dalla sua prima a Los Angeles il 22 agosto. Durante le anteprime del film a Manhattan, sono stati distribuiti depliant del programma Drug Abuse Resistance Education (D.A.R.E.).

## Accoglienza

### Incassi
Nel weekend di apertura, il film ha incassato 116.260 dollari negli Stati Uniti, proiettato su 5 sale. La distribuzione si è poi ampliata a 243 sale a partire dal 19 settembre 2003, e il film ha totalizzato un incasso complessivo di 4.601.043 dollari negli Stati Uniti prima di concludere la sua corsa al botteghino il 18 dicembre 2003. Nei mercati internazionali ha incassato ulteriori 5.527.917 dollari, per un totale mondiale di 10,1 milioni di dollari.

### Risposta critica
Sul sito aggregatore di recensioni Rotten Tomatoes, l'81% delle recensioni di 155 critici è positivo, con una valutazione media di 7,3/10. Il consenso del sito recita: "Un film emotivamente straziante, per non parlare di terrificante, che esplora i pericoli dell'adolescenza."
Metacritic, che utilizza una media ponderata, ha assegnato al film un punteggio di 70 su 100, basandosi su 37 critici, il che indica recensioni "generalmente favorevoli".
Il critico cinematografico Roger Ebert ha attribuito al film tre stelle e mezza su quattro, scrivendo:
"A chi è destinato questo film? Di certo non alla maggior parte dei tredicenni. La classificazione R è pienamente meritata, per quanto il poster sembri promettere un divertimento spensierato. Forse il film è semplicemente rivolto a chi apprezza una recitazione e una sceneggiatura di qualità, focalizzate; Thirteen pone un problema tecnico che sembra insolubile e lo affronta con brillantezza, ottenendo interpretazioni convincenti dai suoi giovani protagonisti, rappresentando [...] un genitore che, sebbene ignaro, non è indifferente, e un mondo fuori dalla finestra della cameretta popolato da lupi cattivi, e ben altro ancora."
Elvis Mitchell, de The New York Times, ha scritto:
"Il film possiede quel fluire altalenante tipico di un materiale organizzato come una serie di aneddoti — non si sviluppa in maniera crescente e talvolta appare caotico come la cameretta di un tredicenne. Ma ciò potrebbe essere il risultato del lavoro di Catherine Hardwicke, al suo esordio alla regia, che cerca di stratificare eventi il più lontano possibile dai consueti e stanchi cliché che caratterizzano le immagini dei film sugli adolescenti. Di solito, il protagonista è un semplice spettatore — in Thirteen, invece, lei è la miccia."

## Riconoscimenti
- 2004 - Premio Oscar
  - Nomination Migliore attrice non protagonista a Holly Hunter
- 2004 - Golden Globe
  - Nomination Migliore attrice in un film drammatico a Evan Rachel Wood
  - Nomination Migliore attrice non protagonista a Holly Hunter
- 2004 - Premio BAFTA
  - Nomination Miglior attrice non protagonista a Holly Hunter
- 2004 - Screen Actors Guild Award
  - Nomination Migliore attrice protagonista a Evan Rachel Wood
  - Nomination Migliore attrice non protagonista a Holly Hunter
- 2003 - Chicago Film Critics Association Award
  - Nomination Migliore attrice non protagonista a Holly Hunter
- 2004 - Independent Spirit Award
  - Miglior performance di debutto a Nikki Reed
  - Nomination Miglior film d'esordio a Catherine Hardwicke, Jeffrey Kusama-Hinte e Michael London
  - Nomination Miglior sceneggiatura d'esordio a Catherine Hardwicke e Nikki Reed
- 2003 - Las Vegas Film Critics Society Awards
  - Migliore attrice non protagonista a Holly Hunter
  - Gioventù nei film a Evan Rachel Wood
  - Nomination Migliore attrice protagonista a Evan Rachel Wood
- 2004 - MTV Movie Awards
  - Nomination Miglior performance rivelazione femminile a Evan Rachel Wood
- 2003 - Satellite Award
  - Nomination Miglior film drammatico
  - Nomination Miglior regia a Catherine Hardwicke
  - Nomination Miglior attrice in un film drammatico a Evan Rachel Wood e Holly Hunter
  - Nomination Miglior attrice non protagonista in un film drammatico a Holly Hunter
  - Nomination Miglior sceneggiatura originale a Catherine Hardwicke e Nikki Reed
- 2004 - Critics' Choice Awards
  - Nomination Migliore attrice non protagonista a Holly Hunter
  - Nomination Miglior giovane interprete a Evan Rachel Wood
- 2003 - Festival del film Locarno
  - Pardo per la miglior interpretazione femminile a Holly Hunter
  - Pardo d'argento per il miglior primo o secondo film a Catherine Hardwicke
  - Nomination Pardo d'oro a Catherine Hardwicke
- 2003 - National Board of Review Awards
  - Riconoscimento speciale per l'eccellenza nel filmmaking
- 2003 - Phoenix Film Critics Society Awards
  - Miglior performance rivelazione sullo schermo a Evan Rachel Wood
  - Nomination Miglior attrice protagonista a Evan Rachel Wood
  - Nomination Miglior attrice non protagonista a Holly Hunter
  - Nomination Miglior attrice giovane protagonista o non a Evan Rachel Wood
  - Nomination Miglior performance rivelazione dietro le quinte a Nikki Reed
  - Nomination Miglior sceneggiatura originale a Catherine Hardwicke e Nikki Reed
- 2003 - Sundance Film Festival
  - Premio della regia in un film drammatico a Catherine Hardwicke
  - Nomination Premio della giuria: World Cinema Dramatic a Catherine Hardwicke
- 2004 - Dallas-Fort Worth Film Critics Association Award
  - Nomination Miglior attrice non protagonista a Holly Hunter
- 2003 - Festival del cinema americano di Deauville
  - Premio speciale della giuria a Catherine Hardwicke
  - Nomination Gran Premio Speciale a Catherine Hardwicke
- 2004 - London Critics Circle Film Awards
  - Nomination Attrice dell'anno a Holly Hunter
- 2003 - Southeastern Film Critics Association Awards
  - Nomination Miglior attrice non protagonista a Holly Hunter
- 2004 - Young Artist Award
  - Nomination Miglior attrice giovane a Evan Rachel Wood
- 2003 - Awards Circuit Community Awards
  - Nomination Miglior attrice protagonista a Evan Rachel Wood
  - Nomination Miglior attrice non protagonista a Holly Hunter
- 2003 - Bratislava International Film Festival
  - Menzione speciale (per la recitazione) a Evan Rachel Wood
  - Nomination Gran Premio a Catherine Hardwicke
- 2004 - Director's View Film Festival
  - Dorothy Arzner Prize a Catherine Hardwicke
- 2003 - Gijón International Film Festival
  - Nomination Grand Prix Asturias a Catherine Hardwicke
- 2004 - Gold Derby Awards
  - Nomination Miglior attrice non protagonista a Holly Hunter
  - Nomination Miglior performance rivelazione a Evan Rachel Wood
- 2004 - International Cinephile Society Awards
  - Miglior attrice non protagonista a Holly Hunter
- 2004 - International Online Cinema Awards
  - Nomination Miglior attrice protagonista a Evan Rachel Wood
  - Nomination Miglior attrice non protagonista a Holly Hunter
  - Nomination Miglior rivelazione a Evan Rachel Wood
- 2003 - Nantucket Film Festival
  - Miglior sceneggiatura d'esordio a Catherine Hardwicke e Nikki Reed
- 2004 - Online Film & Television Association
  - Nomination Miglior performance rivelazione femminile a Evan Rachel Wood
  - Nomination Miglior performance giovanile a Evan Rachel Wood
- 2004 - Online Film Critics Society Awards
  - Nomination Miglior attrice non protagonista a Holly Hunter
- 2004 - Prism Awards
  - Miglior performance a Evan Rachel Wood
  - Nomination Miglior film
  - Nomination Miglior performance a Holly Hunter
  - Nomination Miglior performance a Nikki Reed
- 2003 - Village Voice Film Poll
  - Nomination Miglior attrice non protagonista a Holly Hunter
- 2003 - Washington DC Area Film Critics Association Awards
  - Nomination Miglior attrice protagonista a Evan Rachel Wood
  - Nomination Miglior attrice non protagonista a Holly Hunter
  - Nomination Miglior sceneggiatura originale a Catherine Hardwicke e Nikki Reed

## Colonna sonora
La colonna sonora fu composta da Mark Mothersbaugh. Un album ufficiale fu pubblicato il 19 agosto 2003 dalla Nettwerk Records e comprende brani di Liz Phair, Clinic, Folk Implosion, Imperial Teen, Katy Rose, The Like e MC 900 Ft. Jesus.